# Adrienne Martelli
Adrienne Martelli, född den 3 december 1987 i Glendale i USA, är en amerikansk roddare.
Hon tog OS-brons i scullerfyra i samband med de olympiska roddtävlingarna 2012 i London.